# Bradley (Illinois)
Bradley é uma vila localizada no estado americano de Illinois, no Condado de Kankakee.

## Demografia
Segundo o censo americano de 2000, a sua população era de 12.784 habitantes. 
Em 2006, foi estimada uma população de 14.201, um aumento de 1417 (11.1%).

## Geografia
De acordo com o United States Census Bureau tem uma área de 
9,8 km², dos quais 9,8 km² cobertos por terra e 0,0 km² cobertos por água. Bradley localiza-se a aproximadamente 194 m acima do nível do mar.

## Localidades na vizinhança
O diagrama seguinte representa as localidades num raio de 16 km ao redor de Bradley. 